# Бек, Фредерик
Фредерик Бек (англ. Frederick Beck) — британский борец, бронзовый призёр летних Олимпийских игр 1908.
На Играх 1908 в Лондоне Бек соревновался и в греко-римской, и в вольной борьбе в весовых категориях до 73,0 кг. В первом турнире он дошёл до 1/8 финала, а в другом смог занять третье место и выиграть бронзовую медаль.